# الجليعة
الجليعة، منطقة من مناطق محافظة الأحمدي في الكويت. يمتاز شاطئ منطقة الجليعة بمياهه الزرقاء ورماله البيضاء وهو وجهة رئيسية للتمتع بمنظر البحر النظيف، وهو مكان مثالي لممارسة هواية السباحة. تُعد منطقة الجليعة من أقدم المناطق السكنية على الساحل الشرقي للكويت، وتمثل جزءًا مهمًا من التراث البحري والثقافي للكويت. عرفت الجليعة تاريخيًا كقرية صيد ومركزًا للتجارة البحرية قبل تحول الكويت إلى دولة نفطية حديثة.

### النشأة والتاريخ
في بدايات القرن العشرين، كانت الجليعة قرية صغيرة يعيش أهلها على الصيد والغوص للؤلؤ، حيث شكلت هذه الأنشطة شريان الحياة لسكانها. وقد أكد الباحثون مثل سالم الرومي في كتابه تاريخ الكويت أن الجليعة كانت من المناطق الأساسية التي ساهمت في اقتصاد الكويت البحري التقليدي.

### التطور العمراني
مع اكتشاف النفط في خمسينيات القرن العشرين، شهدت الكويت تحولًا حضريًا سريعًا، شمل الجليعة التي تحولت من قرية إلى حي حضري ضمن التوسع العمراني للعاصمة. أشار تقرير المجلس الوطني للثقافة والفنون والآداب إلى أن الجليعة عرفت بناء مساكن حديثة ومدارس ومرافق اجتماعية مما عزز مكانتها.

### الأهمية الثقافية والاجتماعية
كان سكان الجليعة من أبرز المساهمين في حفظ تراث الصيد والغوص على اللؤلؤ، حيث تم توثيق الطقوس البحرية في عدة دراسات مثل دراسة د. فوزية يوسف حول التراث البحري في الكويت. كما كانت الجليعة نقطة التقاء بين العائلات والقبائل، ما جعلها بوتقة ثقافية.

### التحديات الحالية
تشهد الجليعة اليوم ضغوطًا من التطور العمراني الحديث، حيث تم هدم العديد من المباني القديمة واستبدالها بأبنية حديثة، مما يهدد الطابع التاريخي للمنطقة. كما تواجه مشاكل بيئية مرتبطة بالتلوث البحري والتوسع الصناعي.
تشكل الجليعة نموذجًا حيًا لتاريخ الكويت البحري وتراثها العمراني، والحفاظ عليها ضرورة ثقافية ووطنية. يتطلب ذلك سياسات تخطيطية متوازنة تدمج بين التنمية والحفاظ على التراث.